# Gaudenz Beeli
Gaudenz Beeli (17 de octubre de 1947) es un deportista suizo que compitió en bobsleigh. Ganó una medalla de plata en el Campeonato Mundial de Bobsleigh de 1974, en la prueba cuádruple.

## Palmarés internacional
| Campeonato Mundial | Campeonato Mundial   | Campeonato Mundial | Campeonato Mundial |
| Año                | Lugar                | Medalla            | Prueba             |
| ------------------ | -------------------- | ------------------ | ------------------ |
| 1974               | Sankt Moritz (Suiza) | Medalla de plata   | Cuádruple          |